# Латкин, Николай Васильевич
Николай Васильевич Ла́ткин (1832, Архангельская губерния — 1904, Санкт-Петербург) — русский писатель, золотопромышленник, географ, автор книг по географии и статистике, потомственный почётный гражданин.

## Биография
Родился 13 (25) ноября 1832 года в деревне Вавчуга, Архангельской губернии в купеческой семье. Отец — Василий Николаевич Латкин (1809—1867) — купец 1-й гильдии, промышленник, путешественник, исследователь русского Севера, публицист, общественный деятель. Мать — Еликонида Никифоровна Латкина (1814—1897) — дочь купца Никифора Степановича Баженина (1790—1862).
Учился в Санкт-Петербурге, в Петропавловском немецком училище.
Отец Латкина торговал по временному купеческому свидетельству в Красноярске. Владел на паях с отставным подпоручиком Р. А. Черносвитовым (будущим петрашевцем) золотыми приисками в енисейской тайге. Николай Васильевич после завершения образования приехал в Красноярск, и работал в золотодобывающей промышленности Енисейской губернии и Сибири. Практиковал новые технологии в золотопромышленности, ввёл на приисках технологию гидравлической разработки золотых песков.
В Красноярске Николай Васильевич Латкин сотрудничал с газетой Енисейские губернские ведомости, писал рассказы и очерки о жизни на приисках. Работал в губернском статистическом комитете, участвовал в издании «Памятных книжек Енисейской губернии». Жил в Красноярске до 1870 года, активно общался с М. В. Петрашевским.
После переезда в Санкт-Петербург, с 1877 по 1881 год] Н. В. Латкин избирался гласным Санкт-Петербургского земского собрания. Затем был директором Дома милосердия для малолетних в поселке Лесном, под Санкт-Петербургом. С 1893 по 1897 год был гласным Санкт-Петербургской городской думы. В последнее десятилетие своей жизни занимал ряд других общественных должностей, участвовал в финансировании строительства храма Преображения Господня в Лесном.

Был членом Императорского Русского Географического общества, Бременского, Лейпцигского и Венского географических обществ.
Писал статьи для «Русского Вестника», германских географических журналов «Globus» и «Petermann Mittheilungen», Энциклопедического словаря Брокгауза и Ефрона.
В 1901 году в Красноярске открылся подотдел Русского географического общества, которому Латкин передал свои рукописи; неоднократно помогал денежными пожертвованиями отделу и Красноярскому краеведческому музею.
Умер 17 февраля (1 марта) 1904 года в Петербурге и похоронен на Никольском кладбище Александро-Невской лавры.

## В художественной литературе
Во сне мне видится железная дорога от Петербурга до самого устья Печоры. Локомотив, пыхтя и свистя, несётся в необозримую даль; болотные трясины содрогаются, леса оглашаются бесконечным эхом, испуганные звери и птицы скрываются куда-то далеко, в непроглядный мрак. На поезде сидит жандарм и какой-то партикулярный молодой человек. И мчатся эти люди день и ночь, худо спят, наскоро закусывают, бегут, спешат, как будто и невесть какие приятства ожидают их на устье Печоры. А с устья Печоры, в свою очередь, тоже мчится поезд, и несётся на нём господин Латкин с свежею печорскою сёмгою и кедровой шишкой в руках, как доказательство крайней необходимости дороги в этот кишащий естественными богатствами край.— М. Е. Салтыков-Щедрин Дневник провинциала в Петербурге. (1872 год)// Собрание сочинений в 20 томах. Т. 10. — М.: «Художественная литература», 1970.

## Семья
Женился 20 января 1858 года в Санкт-Петербурге на дочери статского советника Шарлотте Эдуардовне Эйхвальц. В начале 1858 года они были уже в Красноярске. В 1858 году у них родился сын, Василий, — будущий российский правовед, историк права. Кроме Василия в семье было ещё трое сыновей: Николай, Сергей и Михаил.